# Jesse Faber
Pour les articles homonymes, voir Faber.
 (février 2019).
Si vous disposez d'ouvrages ou d'articles de référence ou si vous connaissez des sites web de qualité traitant du thème abordé ici, merci de compléter l'article en donnant les références utiles à sa vérifiabilité et en les liant à la section « Notes et références ».
Jesse Faber, né en 1973 à Amsterdam, est un acteur, réalisateur et producteur néerlandais.

## Filmographie[2]

### Acteur

#### Cinéma et téléfilms
- 1994 : Coverstory (nl) : Xander
- 1995 : Goede tijden, slechte tijden : Bennie
- 2011 : Mijn vader is een detective: De wet van 3 (nl) : Jesse
- 2011 : Clogs : Le gars chic

### Réalisateur et producteur
- 1999 : De samenzwering der zinnen - Een alfabet
- 2000 : Praatjesmakers (nl)
- 2006 : The Switch
- 2011 : Hangen of Leven